# Territorio di Stikine

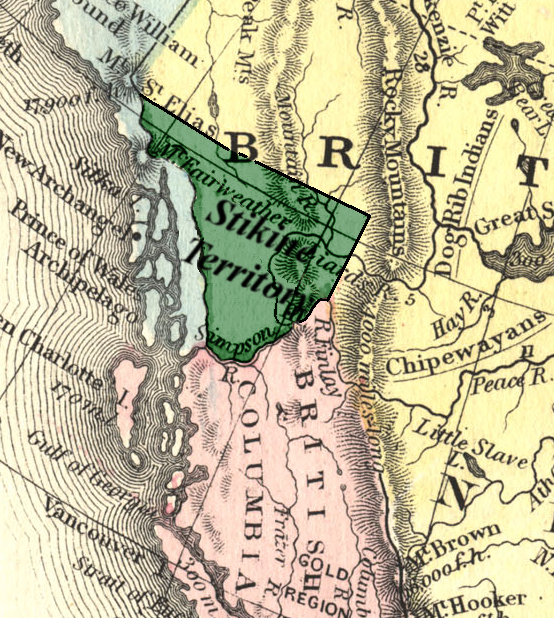
Il Territorio di Stikine

Il Territorio di Stikine (comunemente solo Stickeen nel XIX secolo), fu un territorio localizzato nel Nord America britannico esistito dal 19 luglio 1862 al luglio dell'anno successivo. La Corsa all'oro verso l'Alaska aveva attratto coloni nella regione, le autorità britanniche ritennero consigliabile staccare la regione dalle terre della Compagnia della Baia di Hudson. Il nuovo territorio, dal nome del fiume Stikine, era sotto la responsabilità del Governatore della Columbia Britannica e sotto le sue leggi e tribunali.
Solo un anno più tardi fu deciso che la regione, assieme alle Isole Regina Carlotta, venisse assegnata alla Columbia Britannica. L'area al di sopra del 60º parallelo fu fusa invece ai Territori del Nord-Ovest di allora.